# Вусач дубовий малий
Вуса́ч дубо́вий мали́й (лат. Cerambyx scopolii Fuesslins, 1775 = Cerambyx cerdo var. minor Linnaeus, 1758 = Cerambyx niger gallicus Voet, 1778 = Cerambyx piceus Geoffroy, 1785 = Cerambyx cerdo (Linnaeus) Poda, 1761 = Cerambyx heros (Scopoli) Bergstraesser, 1778 = Hammaticherus cerdo (Linnaeus) White, 1853) — жук з родини Вусачів.

## Поширення
C. scopolii — пан'європейський вид європейського зоогеографічного комплексу. Ареал охоплює Європу, Кавказ, Західну Росію, Частково Малу Азію та Північний Іран.

У Карпатському регіоні звичайний, часто масовий вид у передгір'ях. В гірській місцевості не зустрічається.

## Екологія
Жуки трапляються на зрубах в купах дров, на квітах арункусу, кмину та ін. Живляться соком дерев, який витікає з ранок на стовбурах, квітами та їх пилком. Літ триває з середини травня до початку липня.

## Морфологія

### Імаго
Тіло одноколірно чорне. Передньоспинка з правильними поперечними складками. Довжина самців і самок 17-29 мм. Вусики у самців помітно, а у самок ледь довші за тіло. Задні стегна самця досягають вершини черевця. 

### Личинка
Скроні личинки склеротизовані, на задньому краї з реберцем, яке виступає. Довжина 20-43 мм, ширина 5-9 мм. 

## Життєвий цикл
Розвиваються на різних листяних породах. Заселяють всихаючі і зрубані дерева, а також пні. Лялечка, в лялечковій камері, розвивається впродовж 24—29 днів. Після лялечкового розитку, який відбувається восени, дорослий жук зимує й покидає лялечкову камеру лише з настанням весни-літа наступного року. Життєвий цикл триває 2—4 роки.